# Мажента
«Мажента» — футбольная команда Новой Каледонии. Базируется в Нумеа. Их домашний стадион — «Нума-Дали Мажента».

## Достижения
- Супер Лига Новой Каледонии: 11

2002/03, 2003/04, 2004/05, 2007/08, 2008/09, 2009, 2012, 2014, 2015, 2016, 2018
- Кубок Новой Каледонии: 16

1969, 1970, 1971, 1972, 1975, 1996, 2000, 2001, 2002, 2002/03, 2003/04, 2004/05, 2010, 2014, 2016, 2018
- Тихоокеанский Кубок французских территорий: 2

2002/03, 2004/05

## Участия в соревнованиях ОФК
- Клубный чемпионат Океании: (2 участия)

2005 — 2-е место — Поражение от «Сиднея» 2:0 (этап 4 из 4)
2006 — Первый раунд — Группа Б — 4-е место — 3 очка (этап 2 из 4)
- Лига чемпионов ОФК

2009/10 — 3-е место в группе A
2010/11 — 3-е место в группе B
2017 — Полуфинал